# Caffiers
Caffiers est une commune française située dans le département du Pas-de-Calais en région Hauts-de-France. Ses habitants sont appelés les Caffiérois. Sa population est de 726 habitants au recensement de 2022. La commune est membre de la communauté de communes Pays d'Opale. Le territoire de la commune se trouve en partie dans le bassin carrier de Marquise qui a la particularité de se situer au sein du parc naturel régional des Caps et Marais d'Opale.

## Géographie

### Localisation
Localisée dans le nord-ouest du département du Pas-de-Calais, Caffiers est une commune située, à vol d'oiseau, à 13 km au sud-ouest de la commune de Calais et à 25 km au nord-ouest de la commune d’Arras (chef-lieu d'arrondissement) et limitrophe à l'est de la commune de Guînes.
Le territoire de la commune est limitrophe de ceux de six communes.
Les communes limitrophes sont Pihen-lès-Guînes, Fiennes, Landrethun-le-Nord, Ferques, Guînes et Hames-Boucres.

### Géologie et relief
La superficie de la commune est de 4,77 km2 ; son altitude varie de 59  à   138 m.

### Hydrographie
La commune est située dans le bassin Artois-Picardie. Elle n'est drainée par aucun cours d'eau,.

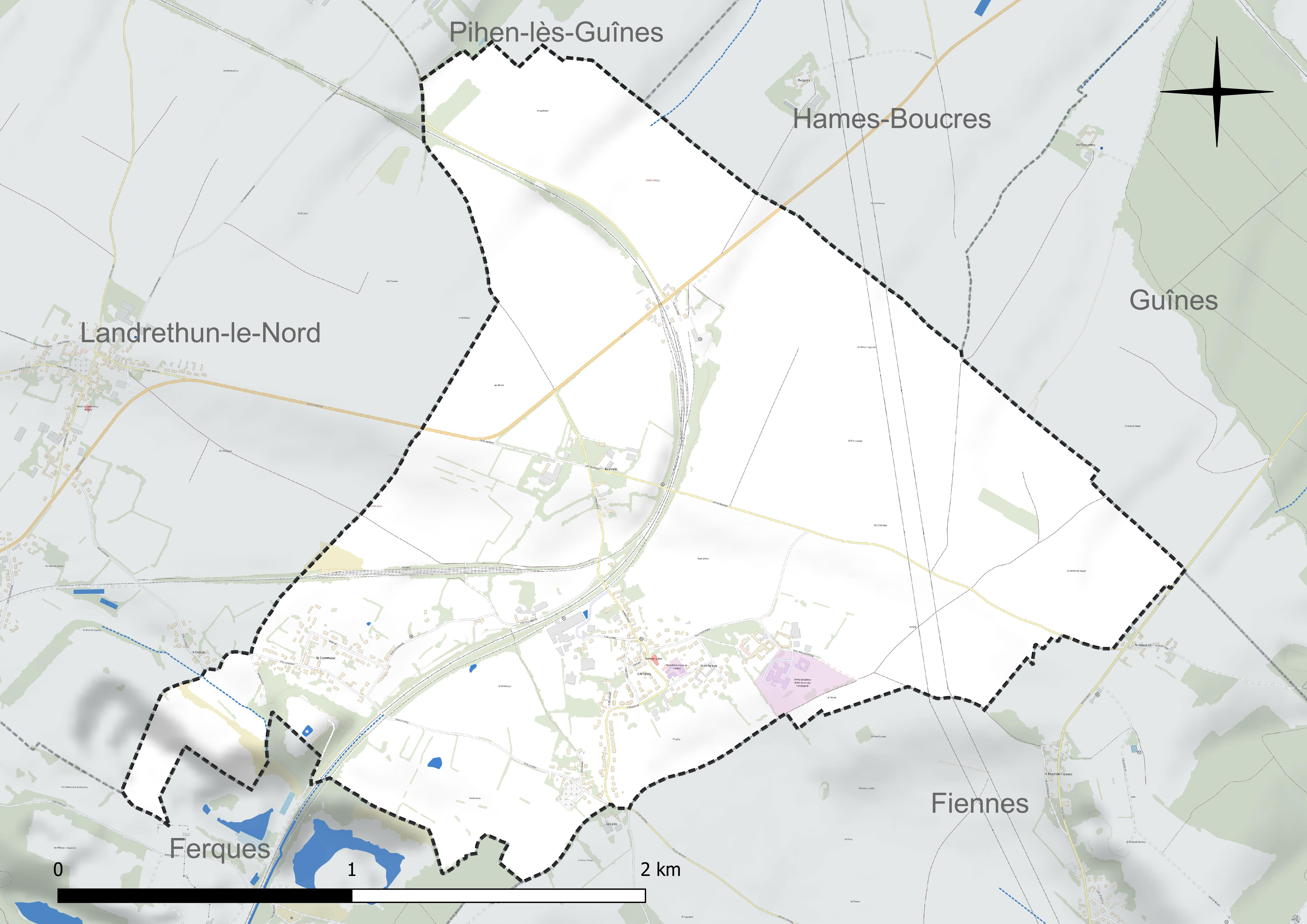
Réseau hydrographique de Caffiers.

### Climat
Pour des articles plus généraux, voir Climat des Hauts-de-France et Climat du Pas-de-Calais.
En 2010, le climat de la commune est de type climat océanique franc, selon une étude du CNRS s'appuyant sur une série de données couvrant la période 1971-2000. En 2020, Météo-France publie une typologie des climats de la France métropolitaine dans laquelle la commune est exposée à un climat océanique et est dans la région climatique Côtes de la Manche orientale, caractérisée par un faible ensoleillement (1 550 h/an) ; forte humidité de l'air (plus de 20 h/jour avec humidité relative > 80 % en hiver), vents forts fréquents.
Pour la période 1971-2000, la température annuelle moyenne est de 10,2 °C, avec une amplitude thermique annuelle de 13,1 °C. Le cumul annuel moyen de précipitations est de 904 mm, avec 12,1 jours de précipitations en janvier et 8,8 jours en juillet. Pour la période 1991-2020, la température moyenne annuelle observée sur la station météorologique la plus proche, située sur la commune de Licques à 11 km à vol d'oiseau, est de 10,5 °C et le cumul annuel moyen de précipitations est de 1 138,1 mm,. Pour l'avenir, les paramètres climatiques de la commune estimés pour 2050 selon différents scénarios d'émission de gaz à effet de serre sont consultables sur un site dédié publié par Météo-France en novembre 2022.

### Paysages
Pour un article plus général, voir Paysage en France.
La commune s'inscrit à la jonction de deux paysages régionaux tels qu’ils sont définis dans l’atlas de paysages de la région Nord-Pas-de-Calais, conçu par la direction régionale de l'Environnement, de l'Aménagement et du Logement (DREAL), :
- les « paysages boulonnais » qui concernent 66 communes, se délimitent : au nord, par les paysages des coteaux calaisiens et du Pays de Licques, à l’est, par le paysage du Haut pays d'Artois, et au sud, par les paysages Montreuillois[12].

Ces paysages, constitués d'une boutonnière bordée d'une cuesta définissant un pays d'enclosure, sont essentiellement un paysage bocager composé de 47 % de son sol en herbe ou en forêt et de 31 % en herbage, avec, dans le sud et l'est, trois grandes forêts, celle de Boulogne, d'Hardelot et de Desvres et, au nord, le bassin de carrière avec l'extraction de la pierre de Marquise depuis le Moyen Âge et de la pierre marbrière dont l'extraction s'est développée au XIXe siècle.
La boutonnière est formée de trois ensembles écopaysagers : le plateau calcaire d'Artois qui forme le haut Boulonnais, la boutonnière qui forme la cuvette du bas Boulonnais et la cuesta formée d'escarpements calcaires.
Dans ces paysages, on distingue trois entités :
- - les vastes champs ouverts du Haut Boulonnais ;
  - le bocage humide dans le Bas Boulonnais ;
  - la couronne de la cuesta avec son dénivelé important et son caractère boisé[12] ;
- les « paysages des coteaux calaisiens et du pays de Licques » concernent 56 communes du Pas-de-Calais. Ces paysages s'étendent sur environ 30 km de long (est-ouest) et 15 km de large (nord-sud) et présentent deux sous-ensembles : les coteaux calaisiens au nord et le pays de Licques au sud. Les altitudes de ces paysages varient de 206 m dans le Pays de Licques, à 120 m dans l’ouest des coteaux Calaisiens, près de Guînes, et à 10 m dans l'est, près d'Audruicq[13].

Ces paysages recouvrent trois entités écopaysagères : les collines guînoises qui constituent le rebord septentrional de l'Artois, l'entité de Bredenarde qui appartient à la plaine maritime flamande, et la cuvette de Licques. Ils sont constitués de 59,70 % de cultures, de 17,30 % de forêts, de 15,11 % de prairies naturelles, permanentes, de 7,45 % d'espaces artificialisés, avec les quatre principales communes que sont Audruicq, Ardres, Guînes et Licques, de 0,27 % d'industries, et de 0,18 % de cours d'eau et plan d'eau.
Les éléments structurants de ces paysages sont la LGV Nord et l'A26, la rivière la Hem qui coule du sud vers le nord-est, les escarpements sur les coteaux du Calaisis et autour du pays de Licques et, d'ouest en est, les différents boisements comme la forêt de Guînes, le bois de l'Abbaye, la forêt de Tournehem et une partie de la forêt d'Éperlecques.

### Milieux naturels et biodiversité

#### Espaces protégés
La protection réglementaire est le mode d'intervention le plus fort pour préserver des espaces naturels remarquables et leur biodiversité associée.
Dans ce cadre, la commune fait partie d'un espace protégé : le parc naturel régional des Caps et Marais d'Opale, d'une superficie de 132 499 ha réparties sur 154 communes, géré par le syndicat mixte d'aménagement et de gestion du parc naturel régional des Caps et Marais d'Opale.

#### Zones naturelles d'intérêt écologique, faunistique et floristique
L'inventaire des zones naturelles d'intérêt écologique, faunistique et floristique (ZNIEFF) a pour objectif de réaliser une couverture des zones les plus intéressantes sur le plan écologique, essentiellement dans la perspective d'améliorer la connaissance du patrimoine naturel national et de fournir aux différents décideurs un outil d'aide à la prise en compte de l'environnement dans l'aménagement du territoire.
Le territoire communal comprend deux ZNIEFF de type 1 : 
- la forêt domaniale de Guînes et ses lisières. Cette ZNIEFF est située sur les marges des collines de l'Artois dont elle marque le rebord septentrional, en limite de la plaine maritime flamande[16] ;
- le bois de Fiennes, le bois de Beaulieu et la carrière de la Parisienne. Cette ZNIEFF est en  limite orientale du bassin de Marquise, exploité pour l'extraction du marbre[17].

et une ZNIEFF de type 2 : la boutonnière de pays de Licques. Cette ZNIEFF, de 17 830 ha, s'étend sur 43 communes.

Carte des ZNIEFF de type 1 et 2 sur la commune
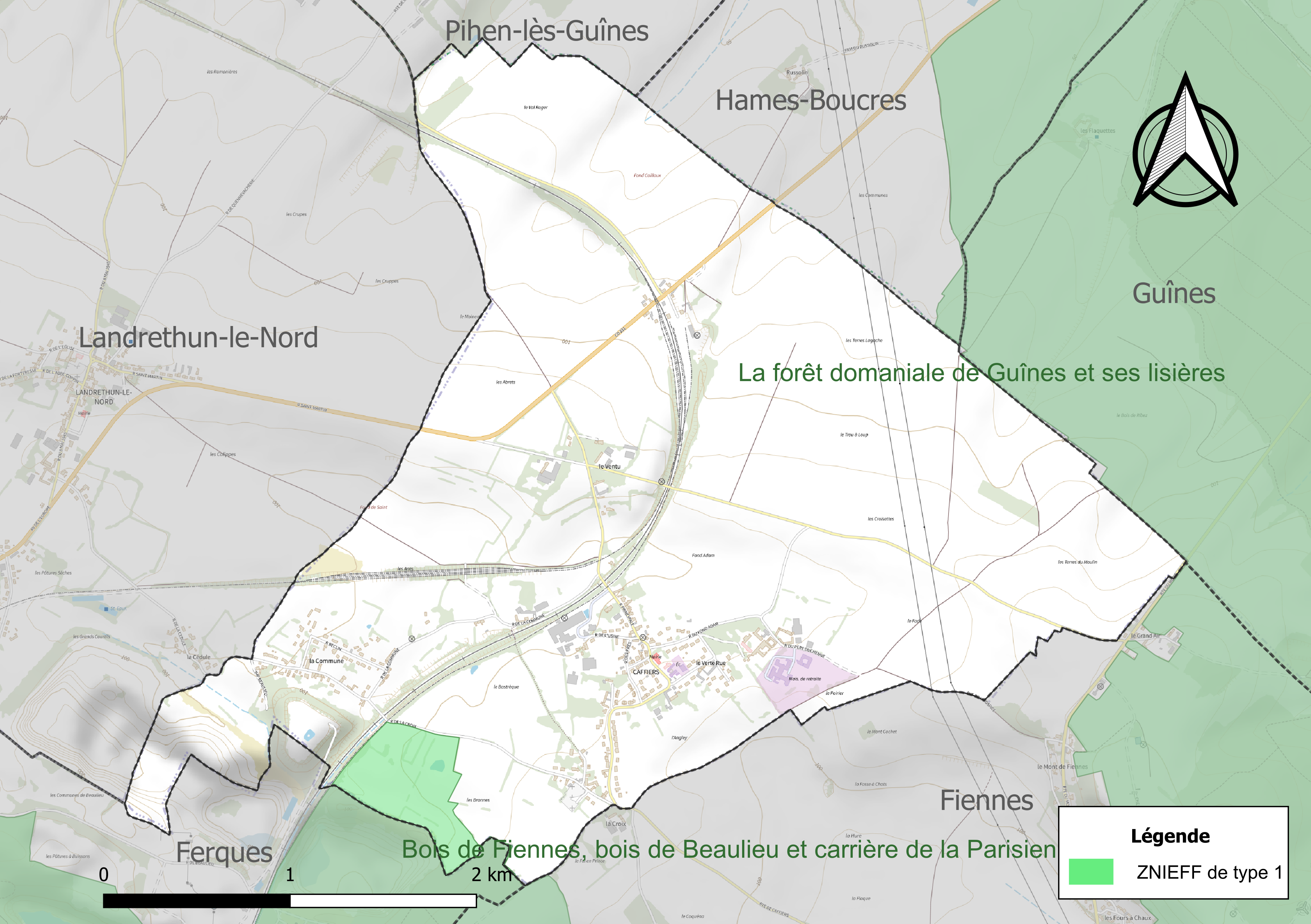
Carte des ZNIEFF de type 1 sur la commune.
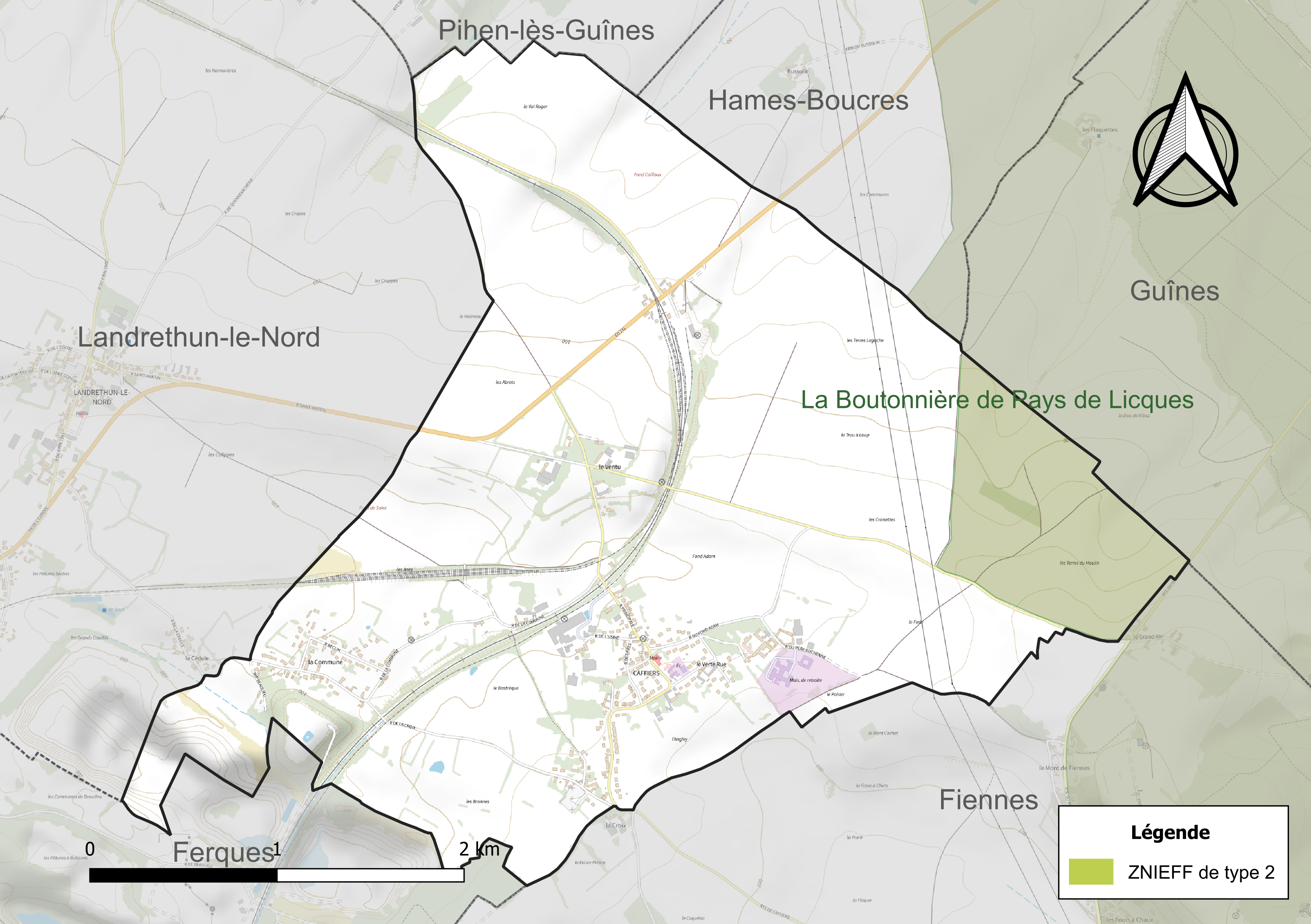
Carte de la ZNIEFF de type 2 sur la commune.

#### Inventaire national du patrimoine géologique
Sur le territoire communal se trouve le site des faunes givétiennes des carrières du Banc Noir et du Griset. Il est inscrit à l'inventaire national du patrimoine géologique. Ces carrières sont exploitées pour la fabrication de granulats et d'enrochements, la carrière du Griset est encore en exploitation.

## Urbanisme

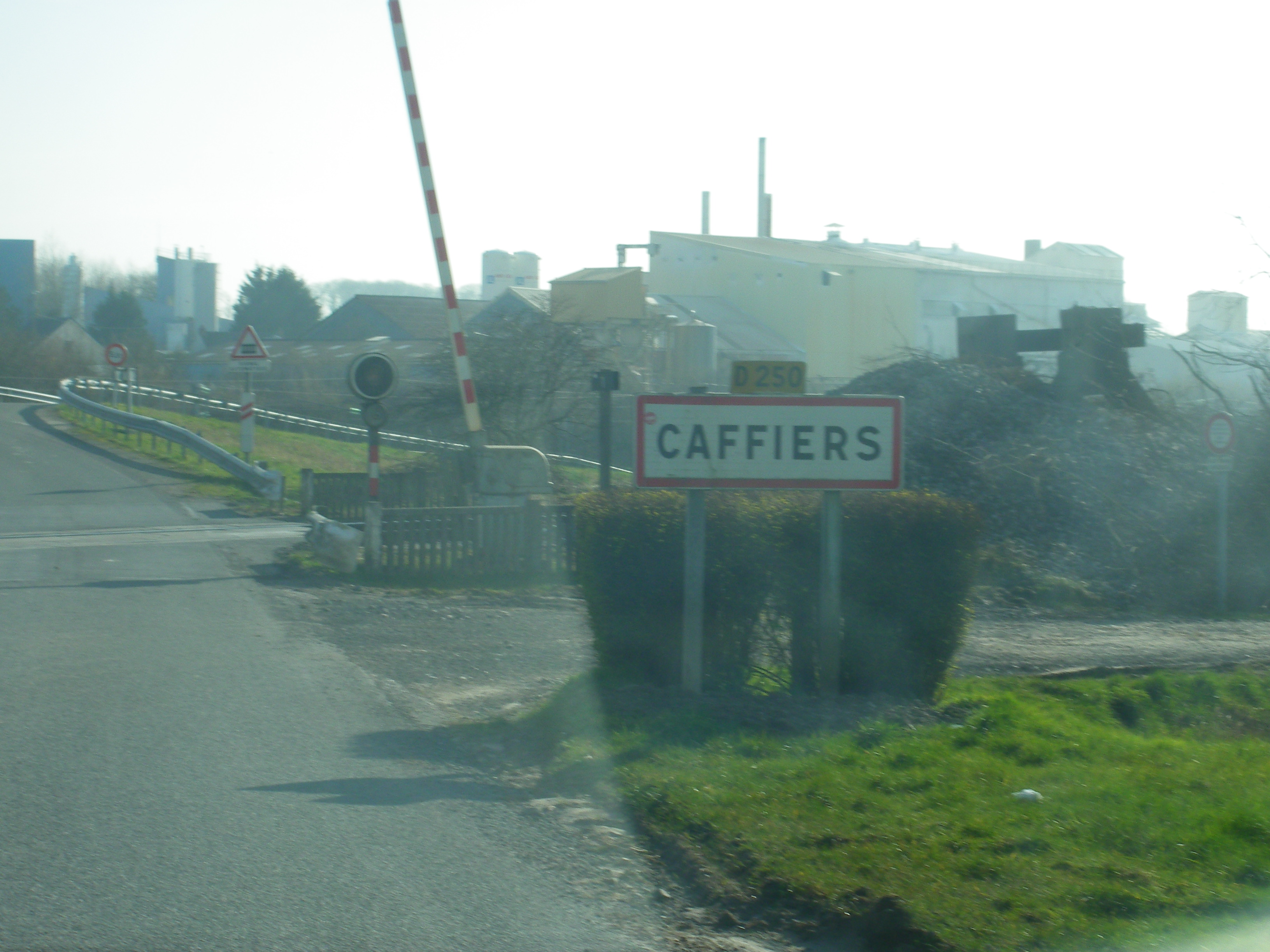
Une entrée de la commune.

### Typologie
Au 1er janvier 2024, Caffiers est catégorisée commune rurale à habitat dispersé, selon la nouvelle grille communale de densité à sept niveaux définie par l'Insee en 2022.
Elle est située hors unité urbaine. Par ailleurs la commune fait partie de l'aire d'attraction de Calais, dont elle est une commune de la couronne,. Cette aire, qui regroupe 45 communes, est catégorisée dans les aires de 50 000 à moins de 200 000 habitants,.

### Occupation des sols
L'occupation des sols de la commune, telle qu'elle ressort de la base de données européenne d'occupation biophysique des sols Corine Land Cover (CLC), est marquée par l'importance des territoires agricoles (92,4 % en 2018), une proportion identique à celle de 1990 (92,4 %). La répartition détaillée en 2018 est la suivante : 
terres arables (71,4 %), prairies (21,1 %), zones urbanisées (5,4 %), mines, décharges et chantiers (2,1 %). L'évolution de l'occupation des sols de la commune et de ses infrastructures peut être observée sur les différentes représentations cartographiques du territoire : la carte de Cassini (XVIIIe siècle), la carte d'état-major (1820-1866) et les cartes ou photos aériennes de l'IGN pour la période actuelle (1950 à aujourd'hui).

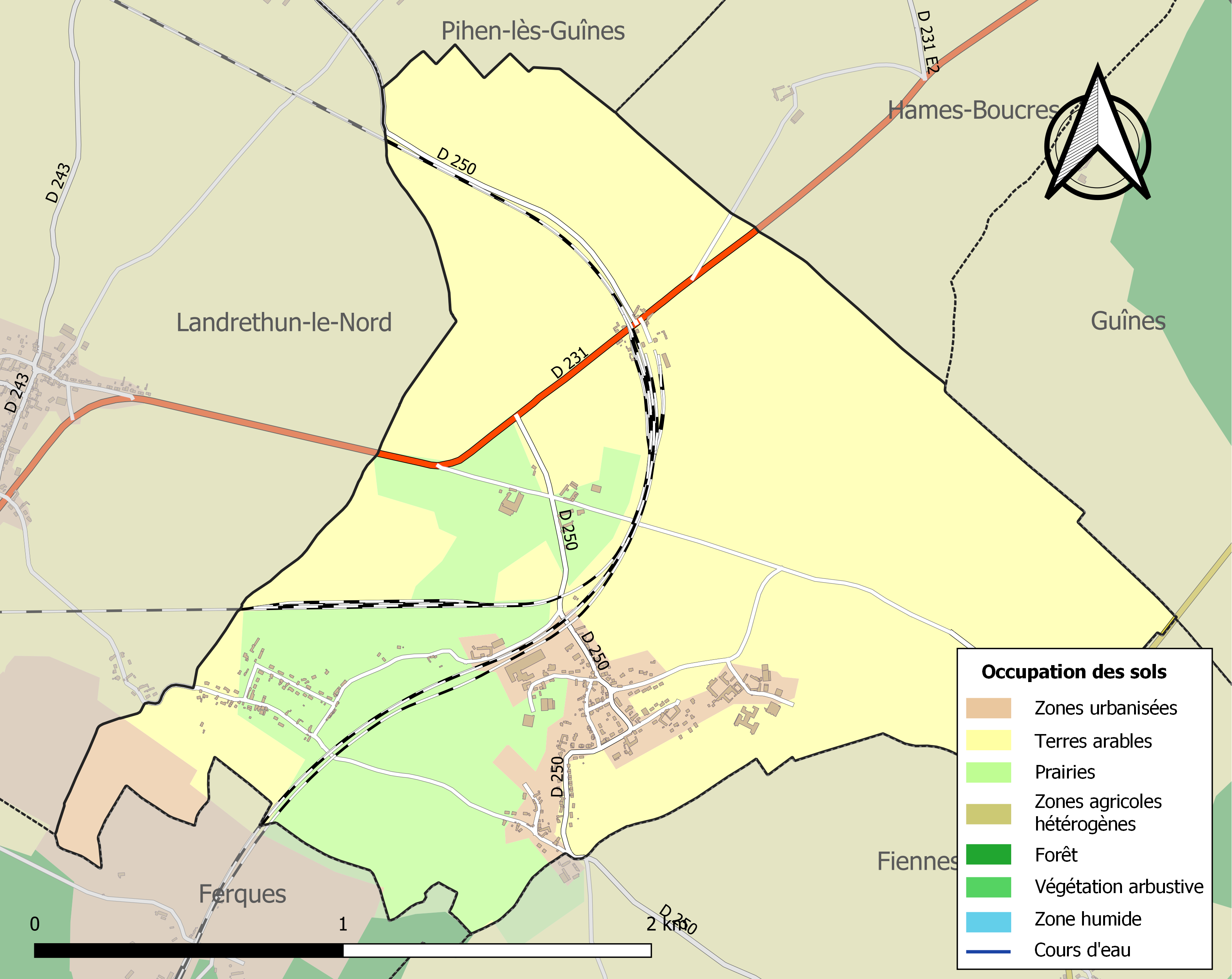
Carte des infrastructures et de l'occupation des sols de la commune en 2018 (CLC).

### Voies de communication et transports

#### Voies de communication
La commune est desservie par les routes départementales D 231 et D 250 et se trouve à proximité (9 km) de la sortie no 37 de l'autoroute A16 reliant L'Isle-Adam à la frontière belge.

#### Transport ferroviaire
Sur la commune se trouve la gare de Caffiers, située sur la ligne de Boulogne-Ville à Calais-Maritime, desservie par des trains régionaux du réseau TER Hauts-de-France.

## Toponymie

### Histoire
| Formes successives du nom attestées pour la localité, - Caffiers, depuis 1801 |

### Étymologie
Du picard *cat fier « chat sauvage ».

## Histoire

### Bassin minier du Boulonnais
La commune se situe dans l'ancien bassin minier du Boulonnais où la houille est exploitée entre 1692 et 1950, soit durant plus de deux siècles.

### Première Guerre mondiale
Pendant la Première Guerre mondiale, Guînes est le siège en 1917-1918 d'un commandement d'étapes, c'est-à-dire un élément de l'armée organisant le stationnement de troupes, comprenant souvent des chevaux, pendant un temps plus ou moins long, sur les communes dépendant du commandement, en arrière du front. Caffiers en dépend et a à ce titre accueilli des troupes sur la commune.

## Politique et administration

### Découpage territorial
La commune se trouve dans l'arrondissement de Boulogne-sur-Mer, du département du Pas-de-Calais, de 1801 à 1961, puis, depuis 1962, à l'arrondissement de Calais.

#### Commune et intercommunalités
La commune est membre de la communauté de communes Pays d'Opale qui regroupe 23 communes et compte 25 186 habitants en 2021.

#### Circonscriptions administratives
La commune est rattachée au canton de Guînes, de 1801 à 2014, puis, depuis 2015, au canton de Calais-2.

#### Circonscriptions électorales
Pour l'élection des députés, la commune fait partie de la sixième circonscription du Pas-de-Calais.

### Élections municipales et communautaires

#### Liste des maires
| Période                                  | Période                      | Identité          | Étiquette | Qualité                                                                 |
| ---------------------------------------- | ---------------------------- | ----------------- | --------- | ----------------------------------------------------------------------- |
| Les données manquantes sont à compléter. |                              |                   |           |                                                                         |
| mars 2001                                | 2008                         | Raymonde Langelin |           | Artisan                                                                 |
| mars 2008                                | En cours (au 3 février 2022) | Pascal Gavois     |           | Artisan Réélu pour le mandat 2014-2020, Réélu pour le mandat 2020-2026, |

## Équipements et services publics

### Enseignement

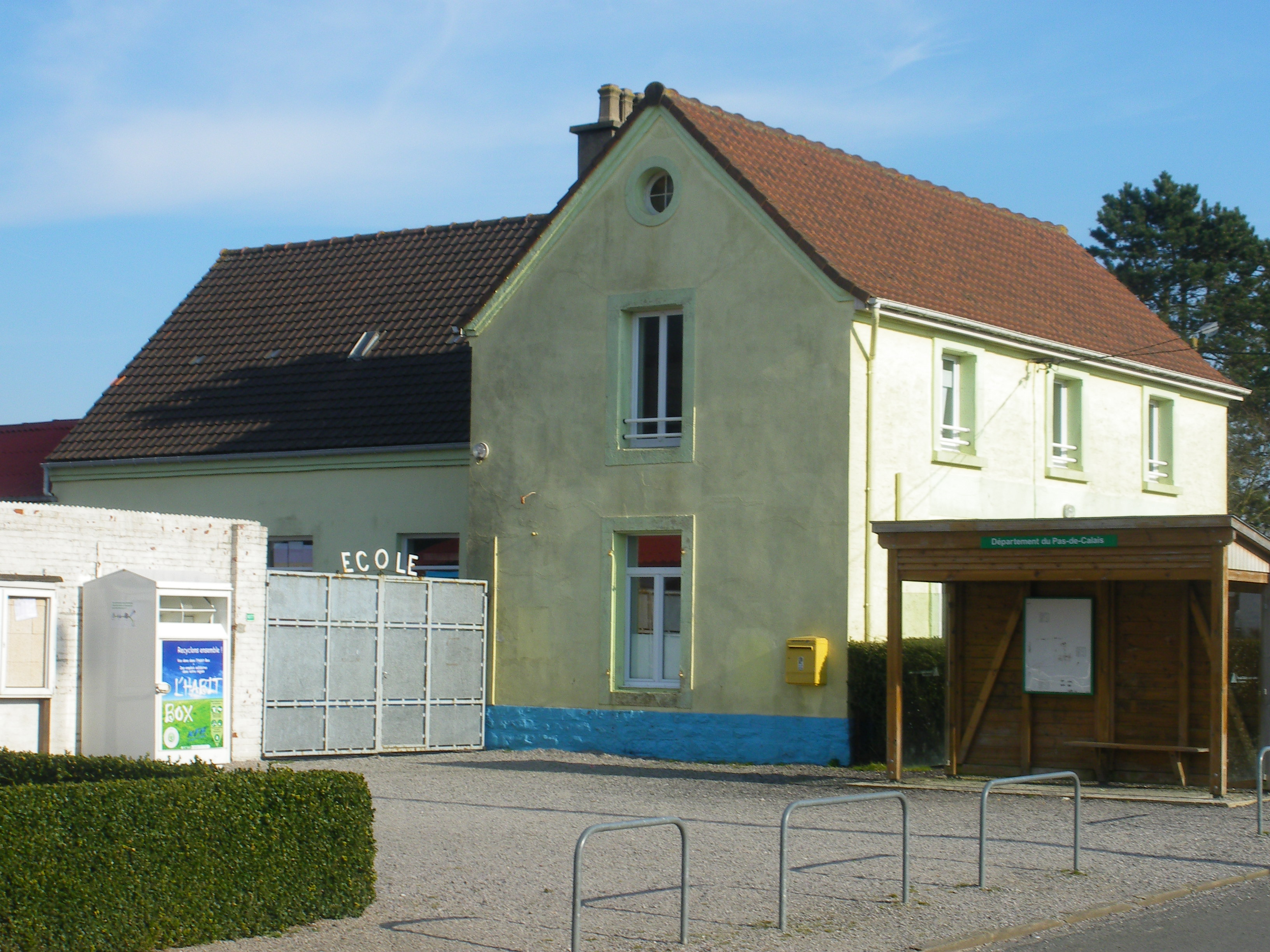
L'école.

En 2009, l'école le Pré-Vert a été réalisée en démarche HQE (2 classes).

### Justice, sécurité, secours et défense
La commune dépend du tribunal de proximité de Calais, du conseil de prud'hommes de Calais, du tribunal judiciaire de Boulogne-sur-Mer, de la cour d'appel de Douai, du tribunal de commerce de Boulogne-sur-Mer, du tribunal administratif de Lille, de la cour administrative d'appel de Douai et du tribunal pour enfants de Boulogne-sur-Mer.

## Population et société

### Démographie
Les habitants de la commune sont appelés les Caffiérois.

#### Évolution démographique
L'évolution du nombre d'habitants est connue à travers les recensements de la population effectués dans la commune depuis 1793. Pour les communes de moins de 10 000 habitants, une enquête de recensement portant sur toute la population est réalisée tous les cinq ans, les populations de référence des années intermédiaires étant quant à elles estimées par interpolation ou extrapolation. Pour la commune, le premier recensement exhaustif entrant dans le cadre du nouveau dispositif a été réalisé en 2004.

En 2022, la commune comptait 726 habitants, en évolution de −4,22 % par rapport à 2016 (Pas-de-Calais : −0,72 %, France hors Mayotte : +2,11 %).
| 1793 | 1800 | 1806 | 1821 | 1831 | 1836 | 1841 | 1846 | 1851 |
| ---- | ---- | ---- | ---- | ---- | ---- | ---- | ---- | ---- |
| 278  | 276  | 279  | 291  | 334  | 363  | 387  | 395  | 417  |

| 1856 | 1861 | 1866 | 1872 | 1876 | 1881 | 1886 | 1891 | 1896 |
| ---- | ---- | ---- | ---- | ---- | ---- | ---- | ---- | ---- |
| 403  | 430  | 455  | 452  | 449  | 466  | 403  | 368  | 349  |

| 1901 | 1906 | 1911 | 1921 | 1926 | 1931 | 1936 | 1946 | 1954 |
| ---- | ---- | ---- | ---- | ---- | ---- | ---- | ---- | ---- |
| 344  | 359  | 377  | 459  | 454  | 439  | 492  | 459  | 491  |

| 1962 | 1968 | 1975 | 1982 | 1990 | 1999 | 2004 | 2006 | 2009 |
| ---- | ---- | ---- | ---- | ---- | ---- | ---- | ---- | ---- |
| 541  | 524  | 557  | 562  | 586  | 623  | 623  | 630  | 708  |

| 2014 | 2019 | 2022 | - | - | - | - | - | - |
| ---- | ---- | ---- | - | - | - | - | - | - |
| 749  | 732  | 726  | - | - | - | - | - | - |

#### Pyramide des âges
La population de la commune est relativement jeune.
En 2018, le taux de personnes d'un âge inférieur à 30 ans s'élève à 35,1 %, soit en dessous de la moyenne départementale (36,7 %). À l'inverse, le taux de personnes d'âge supérieur à 60 ans est de 31,2 % la même année, alors qu'il est de 24,9 % au niveau départemental.
En 2018, la commune comptait 353 hommes pour 388 femmes, soit un taux de 52,36 % de femmes, légèrement supérieur au taux départemental (51,5 %).
Les pyramides des âges de la commune et du département s'établissent comme suit.
| Hommes | Classe d’âge | Femmes |
| ------ | ------------ | ------ |
| 1,1    | 90 ou +      | 8,6    |
| 7,7    | 75-89 ans    | 14,8   |
| 15,7   | 60-74 ans    | 13,8   |
| 16,6   | 45-59 ans    | 13,6   |
| 17,8   | 30-44 ans    | 19,3   |
| 19,2   | 15-29 ans    | 9,1    |
| 21,8   | 0-14 ans     | 20,7   |

| Hommes | Classe d’âge | Femmes |
| ------ | ------------ | ------ |
| 0,5    | 90 ou +      | 1,6    |
| 5,6    | 75-89 ans    | 8,9    |
| 16,7   | 60-74 ans    | 18,1   |
| 20,2   | 45-59 ans    | 19,2   |
| 18,9   | 30-44 ans    | 18,1   |
| 18,2   | 15-29 ans    | 16,2   |
| 19,9   | 0-14 ans     | 17,9   |

## Économie

### Bassin carrier de Marquise
La commune est située dans le bassin carrier de Marquise. Ce bassin carrier est exploité, en 2025, par quatre entreprises : la société des carrières du Boulonnais créée en 1896 (granulats), la société des carrières de la Vallée Heureuse, créée en 1842 (granulats calcaire et pierre et marbre de marquise), la société des carrières de Stinkal (sables et de granulats) et la société magnésie et dolomie de France (pierres ornementales et de construction, de calcaire industriel, de gypse, de craie et d'ardoise). La société des carrières Randon (calcaire industriel, de gypse et de craie) a cessé d'exister en 1996. La production annuelle du site est de dix millions de tonnes de granulats et de 57 millions de m3 de materiaux stériles.
Ce site qui s'étend sur 2 500 hectares, concerne neuf communes : Caffiers, Ferques, Fiennes, Landrethun-le-Nord, Leubringhen, Leulinghen-Bernes, Marquise, Rety, et Rinxent. Il a la particularité de se trouver au sein du parc naturel régional des Caps et Marais d'Opale.  
En 1994, pour une durée de vingt ans, un « plan de paysage de bassin carrier de Marquise » est signé entre les sociétés exploitant les carrières, les neuf communes concernées, le parc naturel régional et les pouvoirs publics. L'objectif de ce plan est que le bassin carrier ait « les mêmes allures et pentes que les collines naturelles du Boulonnais et une base boisée avec des essences locales. Leur sommet restant en landes, milieu à la biodiversité exceptionnelle ». En 2014, un plan réactualisé est de nouveau signé par les différents acteurs pour une durée de 30 ans,.
C'est dans ce bassin carrier qu'est extrait le « marbre Lunel » pour la restauration du sol de la cathédrale Notre-Dame de Paris à la suite de l'incendie.

## Culture locale et patrimoine

### Lieux et monuments
- La gare de Caffiers.
- L'église Saint-Éloi construite en 1882 et ouverte au public le 26 avril 1885. Elle remplace l'église, située dans le cimetière actuel, devenue trop vétuste[46].
- Le monument aux morts[47].

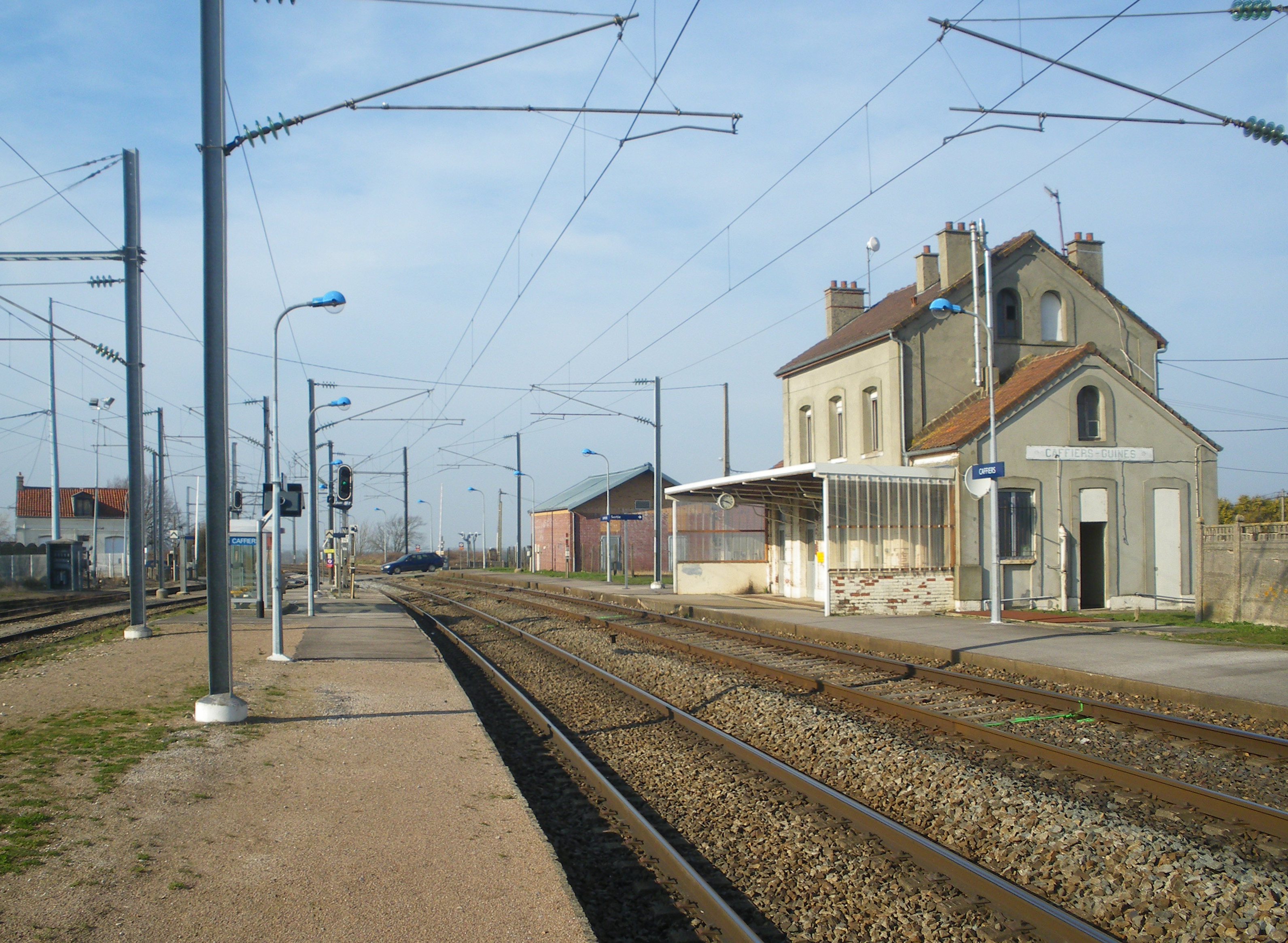
La gare.
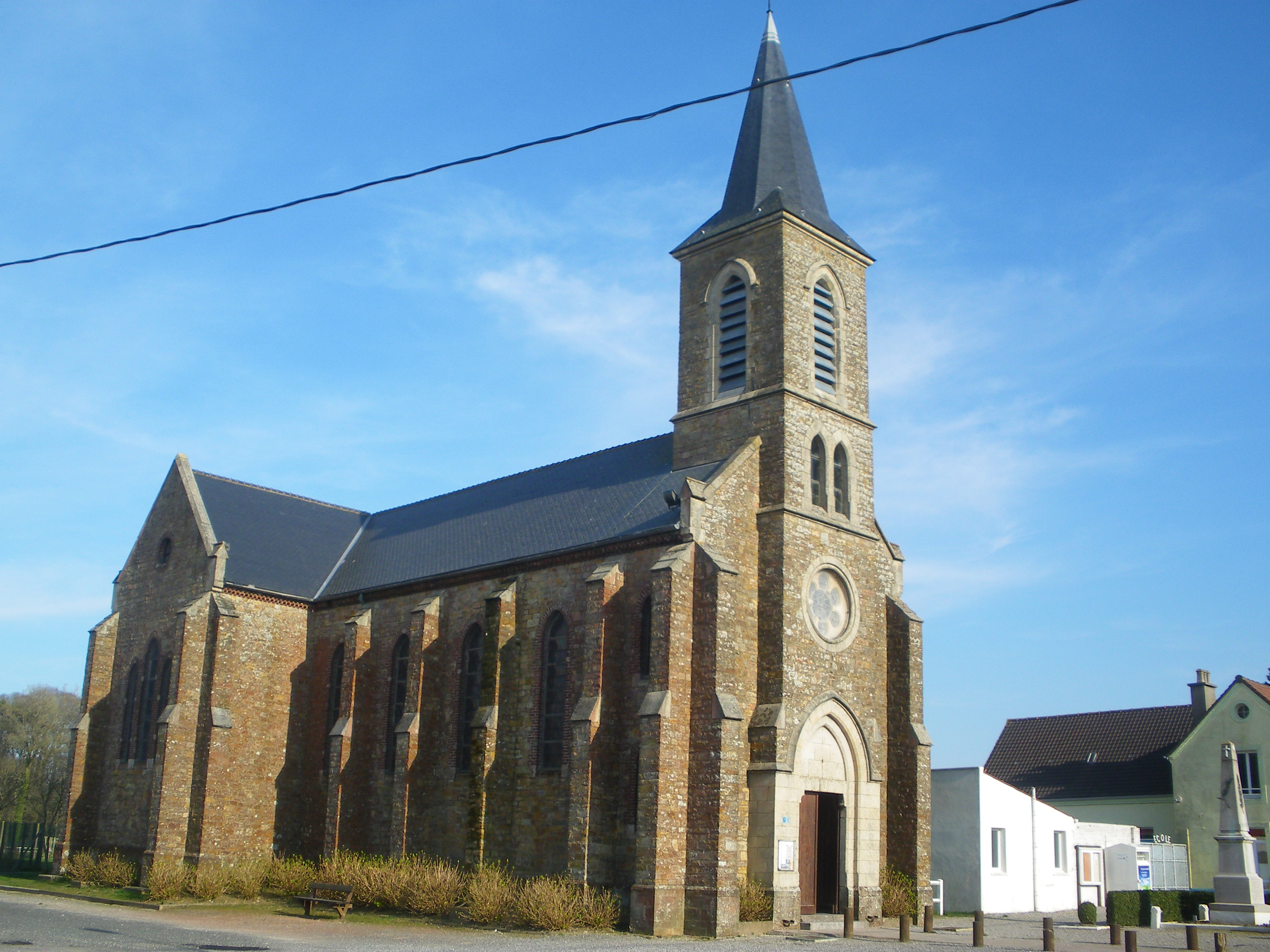
L'église.
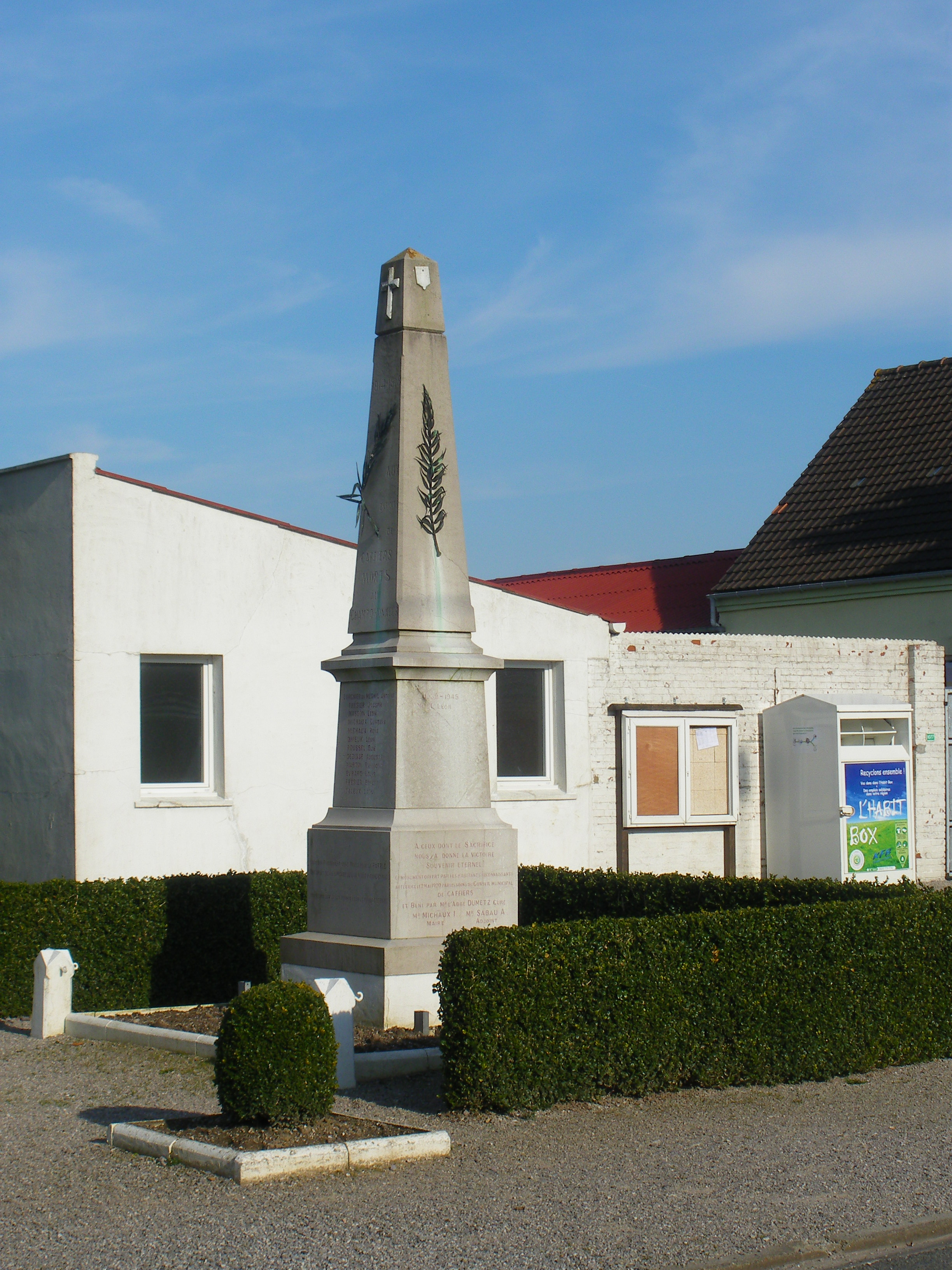
Le monument aux morts.

### Héraldique
| Blason de Caffiers | Blason  | D'or au lion contourné de sable sur une terrasse du même. |
| Blason de Caffiers | Détails | Ces armes auraient figuré sur l'ancienne cloche de l'église, fondue en 1619 (puis refondue en 1849), dont Bernard de Costé, fondateur de l'église et lieu, était le parrain. Adopté par la municipalité le 13 février 1990. |

## Pour approfondir